# Torre de l'Aigua (Sabadell)
La Torre de l'Aigua de Sabadell és un dipòsit d'aigua modernista considerat un dels edificis més emblemàtics de la ciutat, fins al punt de ser-ne el símbol identificatiu. S'aixeca a la banda est de la ciutat, gairebé al cantell mateix de la riba del riu Ripoll, prop de la carretera de Caldes de Montbui. Va funcionar com a dipòsit entre 1922 i 1967. És considerat un dels 100 "Elements del Patrimoni Industrial de Catalunya" i s'hi poden fer visites guiades els dies de Festa Major, el primer cap de setmana de setembre. La torre està catalogada com a Bé cultural d'interès local amb el número de registre 1508-I.
És una de les primeres construccions realitzades amb formigó armat a Sabadell (una barreja de grava, sorra i aigua, en combinació amb barres d'acer), que va permetre aixecar una estructura esvelta que alhora havia de sustentar un dipòsit d'aigua. L'obra, iniciada el 1916 i acabada el 1918, va ser planejada per l'enginyer Francesc Izard, projectada per l'arquitecte Lluís Homs, i va comptar amb la direcció de l'arquitecte Josep Renom.

## Història
El juny 1915, davant el problema de l'abastament d'aigua de la ciutat, s'obrí un concurs de projecte i construcció d'una torre-dipòsit, amb l'objectiu d'acumular l'aigua extreta dels pous del riu Ripoll. L'escassedat d'aigua a la ciutat vingué motivada per diversos factors: el desenvolupament de la indústria, l'augment de població a causa de l'annexió de la Creu Alta a la ciutat, el decrement en la mortalitat, i la immigració.
El projecte tenia unes bases detallades per l'enginyer sabadellenc Francesc Izard i Bas però que deixava llibertat quant a materials i forma. Es presentaren quatre projectes, sent el guanyador Lluís Homs Moncusí. El febrer de 1916 es van començar les obres, sota la direcció de Josep Renom i Costa, com a arquitecte municipal. El cost de l'obra va ser de 104.422,70 pessetes. L'agost de 1918 es va inaugurar amb l'assistència de les autoritats, però no va entrar en funcionament fins al 1922. L'aigua pujava per l'interior d'un dels pilars fins al dipòsit i baixava per un altre pilar per ser distribuïda a la ciutat, principalment a les fonts públiques i als safareigs. Aquesta distribució era possible gràcies al principi dels vasos comunicants.
El 1949 l'explotació de la torre, propietat de l'Ajuntament de Sabadell, va ser cedida a una empresa concessionària, la Companya d'Aigües de Sabadell (CASSA), amb un contracte de 99 anys. La torre va deixar de funcionar com a tal el 1967. Vint anys després, el 1987, es va dur una restauració de l'edifici, mantenint-ne la fesomia original. El 1988 CASSA va retornar la torre a l'Ajuntament de Sabadell.
Des de l'any 2000, compta amb il·luminació nocturna.
El 24 de novembre de 2018 es va commemorar el centenari de la inauguració de la Torre de l'Aigua amb un espectacle que combinà actuacions musicals, visites teatralitzades a la torre i un espectacle piromusical.

## Edifici
Estructuralment, l'obra remet als models alemanys. Dins l'arquitectura local, és significativa pel fet que es tracta d'una de les primeres construccions realitzades amb formigó armat. Està constituïda per vuit pilars, disposats en forma de tronc de piràmide, i estan units pels diferents trams de l'escala helicoïdal que hi dona accés. Els pilars sostenen el cos elevat, de secció octogonal i cobert per un capitell de vuit plements. Tot i que exteriorment té forma octogonal, l'interior és circular, per evitar una excessiva pressió de l'aigua als angles. Al damunt del dipòsit hi ha el mirador, amb una obertura a cada costat, de forma rectangular amb la part superior lleugerament arquejada, i protegides per balcons de ferro. Uns equips de bombes instal·lades dins de la Caseta de les Aigües hi pujaven l'aigua dels pous del riu. Des del nivell a pla d'entrada fins dalt, sobre la bolla que corona la cúpula, té 50 m. Té una capacitat de 293,5 m³.

## Galeria d'imatges

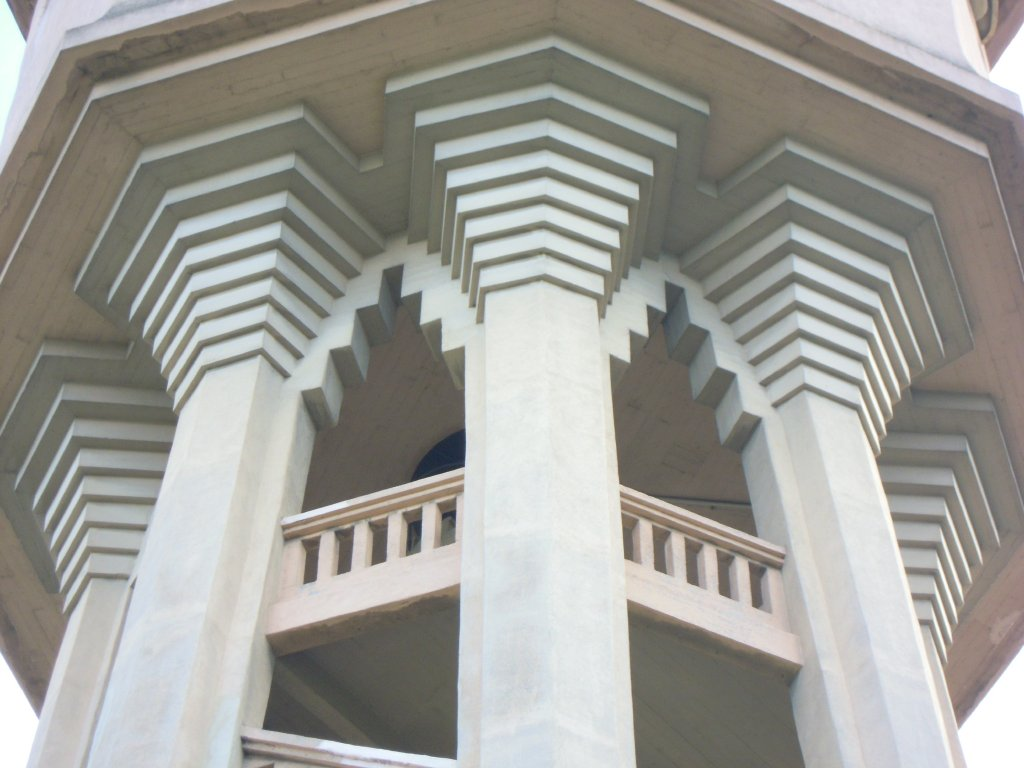
Detall dels pilars
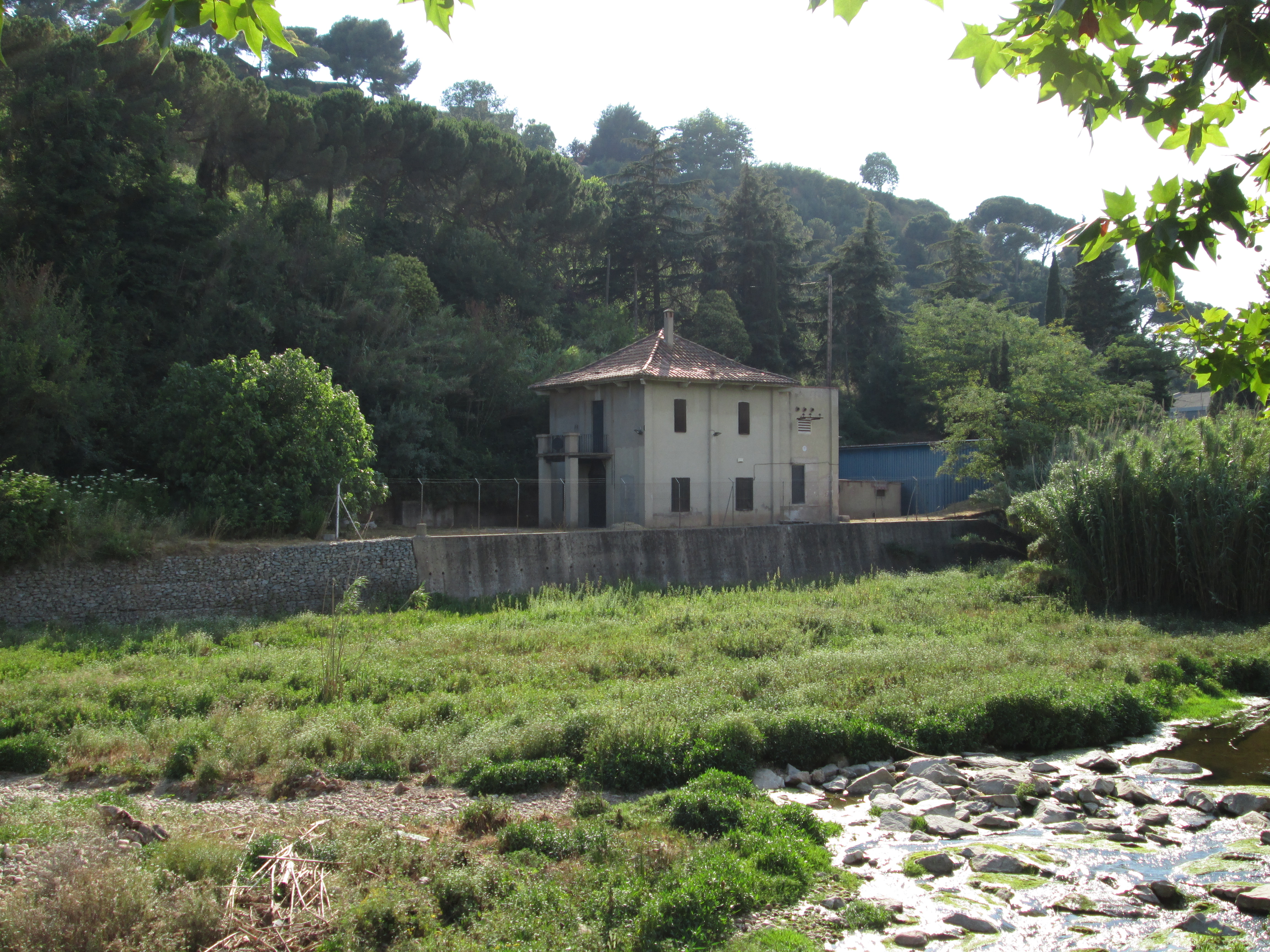
Caseta de les Aigües
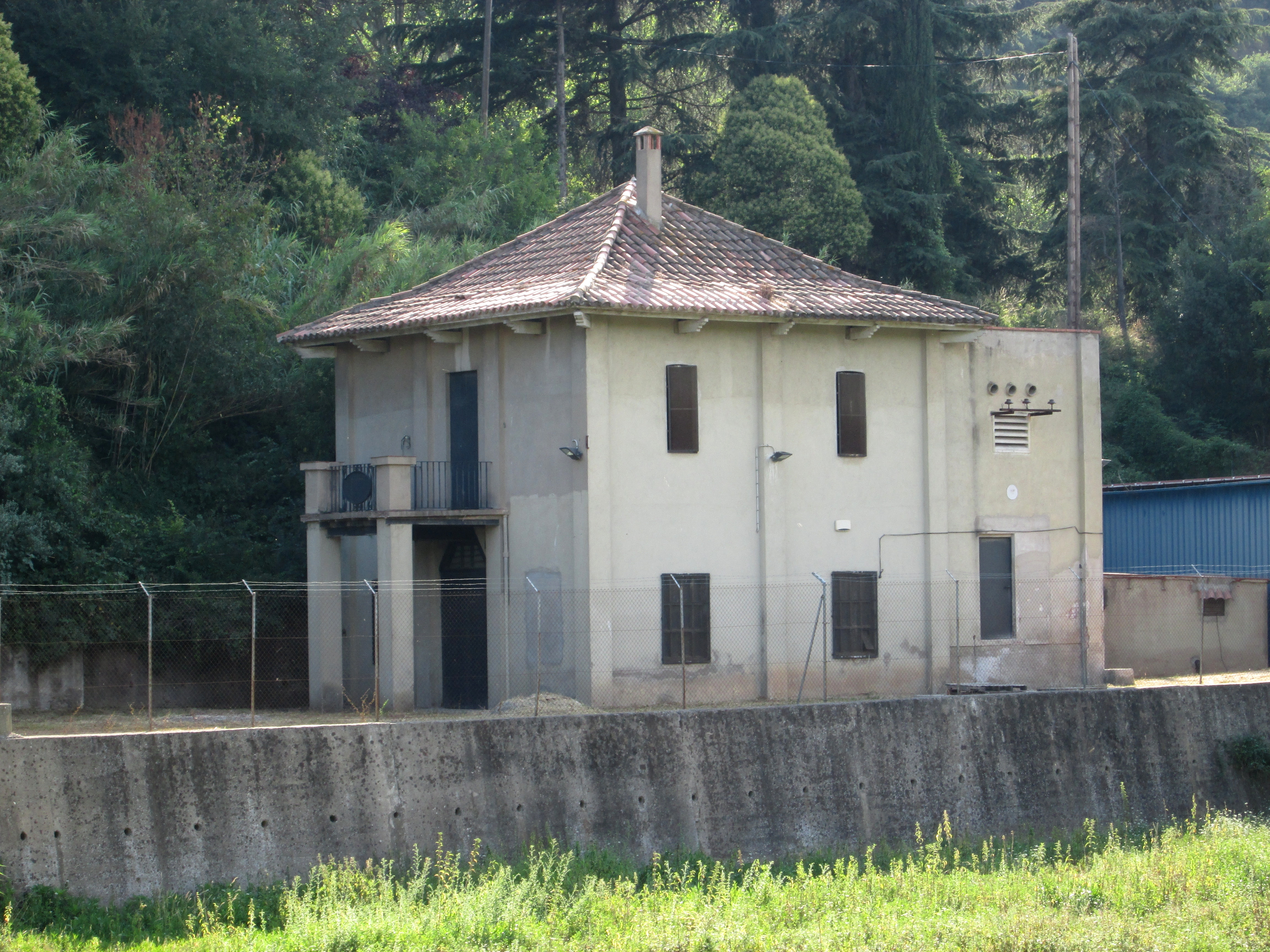
Caseta de les Aigües